# Claudia Vorst
Claudia Vorst (* 1963 in Paderborn) ist eine deutsche Pädagogin, Germanistin und Hochschullehrerin.

## Leben
Vorst studierte von 1982 bis 1986 Primarstufenlehramt mit den Fächern Deutsch, Kunst und Mathematik an der Westfälischen Wilhelms-Universität zu Münster. Dort begann sie 1987 ein Promotionsstudium zur Dr. paed., das sie 1995 mit der Dissertation Familie als Erzählkosmos – Phänomen und Bedeutung der Chronik abschloss.
Von 1995 bis 1997 absolvierte sie das Zweite Staatsexamen sowie die Fachleiterprüfung für das Fach Deutsch. Sie war anschließend von 1997 bis 2003 an die Universität Paderborn abgeordnet, an der sie am Lehrstuhl für germanistische Fachdidaktik ihr Habilitationsprojekt zu textproduktiven Methoden im Literaturunterricht verfolgte. Sie kehrte 2003 in den Schuldienst zurück und war am Modellprojekt Selbstständige Schule beteiligt. Außerdem erfüllte sie an der Universität weiter Lehraufträge. Im Jahr 2006 erfolgte ihre Habilitation in Paderborn. Dabei erhielt sie die Venia legendi für „Neuere deutsche Literaturwissenschaft mit Schwerpunkt Literaturdidaktik“. In der Folge war sie neben ihrer Lehrtätigkeit auch Privatdozentin an der Universität Paderborn sowie stellvertretende Schulleiterin in Arnsberg.
Vorst erhielt 2010 einen Ruf auf die Professur für deutsche Literatur und ihre Didaktik an die Pädagogische Hochschule Schwäbisch Gmünd. Dort war sie von 2012 bis 2016 Mitglied des Hochschulrates. Sie lehnte 2013 einen Ruf auf eine Professur für Didaktik der deutschen Literatur mit Schwerpunkt Grundschule an die Universität Paderborn ab, wurde 2014 Studiendekanin der Fakultät II der Gmünder PH sowie 2016 Prorektorin für Studium und Lehre.
Vorst war vom April 2018 bis März 2024 Rektorin der PH Schwäbisch Gmünd.

## Werke (Auswahl)
- Familie als Erzählkosmos. Phänomen und Bedeutung der Chronik. Lit Verlag, Münster 1995, ISBN 978-3-825-82635-2.
- Textproduktive Methoden im Literaturunterricht. Eine fachdidaktische Studie zur Spiegelung fachdidaktischer Theorien und Konzepte in Lehrplänen, Lesebüchern und Unterrichtspraxis der Primarstufe. Peter Lang, Frankfurt am Main 2007, ISBN 978-3-631-56271-0.
- mit Henriette Hoppe und Christian Weißenburger (Hrsg.): Bildliteralität im Übergang von Literatur und Film. Eine interdisziplinäre Aufgabe und Chance kompetenzorientierter Fachdidaktik. Peter Lang, Frankfurt am Main 2017, ISBN 978-3-631-72434-7.